# Gustave de Molinari
Gustave de Molinari (Liegi, 3 marzo 1819 – Adinkerque, 28 gennaio 1912) è stato un economista belga e importante liberale del XIX secolo, associato con le idee economiche laissez-faire.

## Biografia
Negli anni 1840 mentre viveva a Parigi frequentò il vivace ambiente liberale francese ed entrò a far parte della Ligue pour la Liberté des Échanges (Lega per la Libertà degli Scambi), gruppo animato e guidato da Frédéric Bastiat, lo stesso Bastiat che sul letto di morte (1850) indicò in Molinari il suo erede spirituale.
Negli anni cinquanta con l'avvento al potere di Napoleone III lasciò la Francia per tornare in Belgio, dove rimase fino agli anni sessanta, per poi tornare a Parigi, dove lavorò in un quotidiano molto influente dell'epoca, Journal des Économistes, su cui pubblicò articoli dal 1871 al 1876. Dal 1881 al 1909 scrisse sul French Political Economy Society. Morì nel 1912. La sua salma giace nel cimitero di Père-Lachaise a Parigi.

## Il pensiero
Durante tutta la sua vita Molinari attraverso le sue opere si schierò apertamente a favore del libero mercato, della libertà di parola, della libertà di associazione e di ogni libertà negativa, al contrario opponendosi aspramente allo schiavismo, al colonialismo, al mercantilismo, al protezionismo, al nazionalismo, a ogni intervento dello Stato nell'economia, al controllo governativo dell'istruzione e in genere a ogni limitazione dei diritti e delle libertà di ciascun individuo.
Nel 1849, poco dopo i moti rivoluzionari francesi che posero fine al regno di Luigi Filippo di Francia e che culminarono con la nascita della Seconda Repubblica francese scrisse due opere. La prima fu un saggio intitolato De la production de la sécurité, la seconda un libro dal titolo Les Soirées de la Rue Saint-Lazare dove spiega in modo molto acuto come il libero mercato in campi solitamente ritenuti monopoli naturali come giustizia e protezione sia più vantaggioso economicamente e superiore moralmente rispetto alla gestione monopolistica statale. In La società del futuro, opera pubblicata nel 1899, ripropose la necessità e la convenienza di un libero mercato anche in campi come giustizia e protezione.

## Influenza
Nel 1977 Murray Rothbard definì The Production of Security come «la prima opera della storia umana che ha teorizzato quello che oggi chiamiamo anarco-capitalismo». La stessa definizione venne poi data anche da Hans-Hermann Hoppe.

## Opere
- Les soirées de la rue Saint-Lazare, 1849
- La società del futuro, 1899